# Men in the Raw
Men in the Raw er en amerikansk stumfilm fra 1923 af George Marshall.

## Medvirkende
- Jack Hoxie som Windy Watkins
- Marguerite Clayton som Eunice Hollis
- Sid Jordan som Bill Spray
- J. Morris Foster som Phil Hollis
- Tom Kerrick som Les Elder
- William Lowery som Marshal Flynn